# Eve Meyer
Eve Meyer, all'anagrafe Evelyn Eugene Turner (Griffin, 13 dicembre 1928 – San Cristóbal de La Laguna, 27 marzo 1977), è stata un'attrice, modella e produttrice cinematografica statunitense.

## Biografia
Playmate di Playboy nel giugno 1955, è stata la moglie del regista Russ Meyer, dal 1952 al 1969. Ha prodotto 13 film del marito, tra i quali i grandi successi Faster, Pussycat! Kill! Kill! e Lungo la valle delle bambole, e ha interpretato da protagonista Eve and the Handyman, terzo film diretto da Meyer. È morta nel 1977 nell'incidente aereo di Tenerife.

## Filmografia

### Attrice
- Guerriglia nella jungla (Operation Dames) (1959) di Louis Clyde Stoumen
- Eve and the Handyman (1961) di Russ Meyer

### Produttrice
- Lorna (1964) di Russ Meyer
- Mudhoney (1965) di Russ Meyer
- Faster, Pussycat! Kill! Kill! (1965) di Russ Meyer
- Motorpsycho! (1965) di Russ Meyer
- Mondo Topless (documentario) (1966) di Russ Meyer
- Common Law Cabin (1967) di Russ Meyer
- Good Morning and... Goodbye! (1967) di Russ Meyer
- Finders Keepers, Lovers Weepers! (1968) di Russ Meyer
- Vixen (1968) di Russ Meyer
- Cherry, Harry & Raquel! (1970) di Russ Meyer
- Lungo la valle delle bambole (1970) di Russ Meyer
- I 7 minuti che contano (1971) di Russ Meyer
- Rabbia di vivere (The Jesus Trip) (1971) di Russ Mayberry
- Carne cruda (1973) di Russ Meyer